# A Wonderful Wife
A Wonderful Wife er en amerikansk stumfilm fra 1922 af Paul Scardon.

## Medvirkende
- Miss DuPont som Chum Lewin
- Vernon Steele som Alaric Lewin
- Landers Stevens som Gregory
- Charles Arling som Halton
- Ethel Ritchie som Diana
- Harris Gordon som Nugent
- Nick De Ruiz